# Combat de Tezerzaït (2007)
Pour les articles homonymes, voir Combat de Tezerzaït.
Rébellion touarègue de 2007-2009
Le premier combat de Tezerzaït se déroule le 22 juin 2007 lors de la rébellion touarègue de 2007-2009.

## Déroulement
Le 22 juin 2007, les rebelles touaregs du MNJ attaquent la base de Tezerzaït, au pied du Mont Tamgak, occupée par 87 soldat nigériens. Selon le MNJ, l'attaque est commises en réaction aux déclarations du président nigérien Mamadou Tandja, qui avait nié l'existence d'une rébellion touarègue et avait attribué l'insécurité à l'action de « bandits ». Le combat serait également lié à la mort de trois vieillards touaregs, enlevés et assassinés par des militaires nigériens trois semaines plus tôt. Après le combat, près du puits de Tezirzaït, un des officiers nigériens fait prisonniers conduit les rebelles sur une fosse commune, où les corps des trois vieillards disparus avait été enterrés. Les pertes nigériennes sont de 15 morts et 72 prisonniers, dont 43 sont blessés. Le MNJ entame des négociations avec la Croix-Rouge afin de faire libérer ces derniers,.